# Églises réformées Berne-Jura-Soleure
Les Églises réformées de Berne-Jura-Soleure forment une association cultuelle d'Églises réformées dans les cantons suisses de Berne, du Jura et du nord de Soleure. Elle est membre de l'Église évangélique réformée de Suisse.